# Gunther Tiersch
Gunther Tiersch   (Ratzeburg, 30 d'abril de 1954) és un remer alemany, ja retirat, que va competir sota bandera de la República Federal Alemanya durant la dècada de 1960. Estudiant de meteorologia a Berlín entre 1975 i 1982, des del 1985 fins al 2020 va ser l'home del temps a la cadena de televisió ZDF.
El 1968 va prendre part en els Jocs Olímpics d'Estiu de Ciutat de Mèxic, on guanyà la medalla d'or en la prova del vuit amb timoner del programa de rem. Amb aquesta medalla d'or es convertí en un dels esportistes alemanys més joves en guanyar una medalla olímpica, ja que sols tenia 17 anys i 173 dies en aquells moments. Junt amb la resta de l'equip va dur la bandera olímpica en la cerimònia inaugural dels Jocs de Munic de 1972.
En el seu palmarès també destaca una medalla d'or al Campionat del Món de rem de 1967 i un campionat nacional.